# Châteaufort, Yvelines
Châteaufort är en kommun i departementet Yvelines i regionen Île-de-France i norra Frankrike. Kommunen ligger i kantonen Versailles-Sud som tillhör arrondissementet Versailles. År 2022 hade Châteaufort 1 540 invånare.

## Befolkningsutveckling
Antalet invånare i kommunen Châteaufort
| Referens: INSEE |